# Charles Marc Louis de Mellet
Pour les articles homonymes, voir Mellet (homonymie).
Charles Marc Louis de Mellet, né le 1er septembre 1760 à Vevey (Suisse), mort le 13 janvier 1811 à Aizecourt-le-Haut (Somme), est un général vaudois de la Révolution et de l’Empire.

## États de service
Il entre en service en 1780, comme cadet dans le régiment suisse de May, il devient enseigne en janvier 1781, dans le régiment de Grenier-Wallons, et il démissionne en août 1784.
Le 15 juin 1795, il commande en chef les troupes dans les colonies de Demarary et Essequibo, démissionnaire en octobre 1795, il passe lieutenant-colonel au 4e bataillon d'infanterie légère destiné à la colonie de Demarary en 1802, il démissionne de nouveau le 9 février 1802.
Le 16 août 1805, il est embarqué comme colonel aide de camp de l'amiral de Winter, et le 20 septembre 1806, il est nommé adjoint à l'état-major général. Il sert à l'armée du Nord en Allemagne en 1806, à l'armée de Brabant en 1807, et le 30 janvier 1807, il commande en sous-ordre le palais de La Haye. Brigadier d'armée le 1er mai 1807, il sert sur les côtes en 1808, et en Zélande en 1809. Général major le 7 août 1809, il devient gouverneur de Bréda en 1810.
Passé au service de la France, il est promu général de brigade le 10 novembre 1810, et le 22 décembre suivant, il est employé dans la 29e division militaire.
Il meurt subitement dans sa voiture, près d'Aizecourt-le-Haut, en se rendant à Péronne le 13 janvier 1811. Il est inhumé à Péronne le 15 janvier 1811.

## Sources
- (en) « Generals Who Served in the French Army during the Period 1789 - 1814: Eberle to Exelmans »
- Thierry Pouliquen, « Les généraux français et étrangers ayant servis [sic] dans la Grande Armée » (consulté le 6 juin 2014)
- Fabienne Abetel-Béguelin, « Mellet, Charles Marc Louis de » dans le Dictionnaire historique de la Suisse en ligne, version du 5 janvier 2010.
- Georges Six, Dictionnaire biographique des généraux & amiraux français de la Révolution et de l'Empire (1792-1814), Paris : Librairie G. Saffroy, 1934, 2 vol., p. 176